# Edgardo Pupo Pupo
Edgardo Pupo Pupo fue un político colombiano, que ocupó los cargos de gobernador del Cesar, Concejal y alcalde de Valledupar. Fue militantes del Partido Liberal Colombiano.

## Familia
Fue hijo de Óscar Pupo Martínez, descendientes del momposino Esteban Pupo Paz. Entre sus hermanos están Álvaro y Cecilia Pupo Pupo.
Edgardo Pupo estuvo casado con Nelly Castro. Sus hijos son Edgardo,  Álvaro Eduardo y Ciro Arturo Pupo Castro, quien fue alcalde de Valledupar.
Edgardo Pupo fue tío de Rodrigo Tovar Pupo, hijo de Cecilia. Edgardo apadrinó políticamente a Rodrigo. Fue por este padrinazgo que Tovar fue nombrado en un puesto en la alcaldía de Rodolfo Campo Soto como Jefe de Pesas y Medidas. A mediados de la década de 1990, su sobrino Rodrigo Tovar se convertiría en un jefe paramilitar de las Autodefensas Unidas de Colombia (AUC).

## Trayectoria

### Creación del departamento del Cesar
Entre los promotores de la creación del departamento del Cesar estuvo Pupo, junto a Álvaro Araújo Noguera, Crispín Villazón, José Guillermo Castro , Jaime Dangon Ovalle y Luis Rodríguez Valera.

### Alcalde de Valledupar
Pupo fue nombrado alcalde de Valledupar por el gobernador del Cesar, José Antonio Murgas, cargo que asumió en junio de 1971, en reemplazo de Tomás Rodolfo Mejía Castro. Pupo estuvo en el cargo hasta abril de 1973 y fue reemplazado por Carlos Alberto Castro Maya.

### Gobernador del Cesar
Pupo fue nombrado gobernador del Cesar el 27 de agosto de 1982 por el presidente de Colombia, Belisario Betancur, en reemplazo del dirigente conservador Jorge Dangond Daza. Pupo estuvo en el cargo hasta el 23 de agosto de 1983, cuando fue reemplazado por Luis Rodríguez Valera.
En 1982, el gobierno de Pupo creó la Escuela de Bellas Artes en Valledupar.

#### Gabinete
- Secretario de Gobierno: Luis Mariano Murgas Arzuaga.[7]

### Cónsul de Colombia en Panamá
Pupo fue nombrado cónsul de Colombia en la ciudad de Colón, Panamá, durante la presidencia de Ernesto Samper Pizano. 

## Honores
- El barrio Edgardo Pupo, ubicado en la Comuna cuatro de Valledupar, fue nombrado en su honor.